# ポーランド族

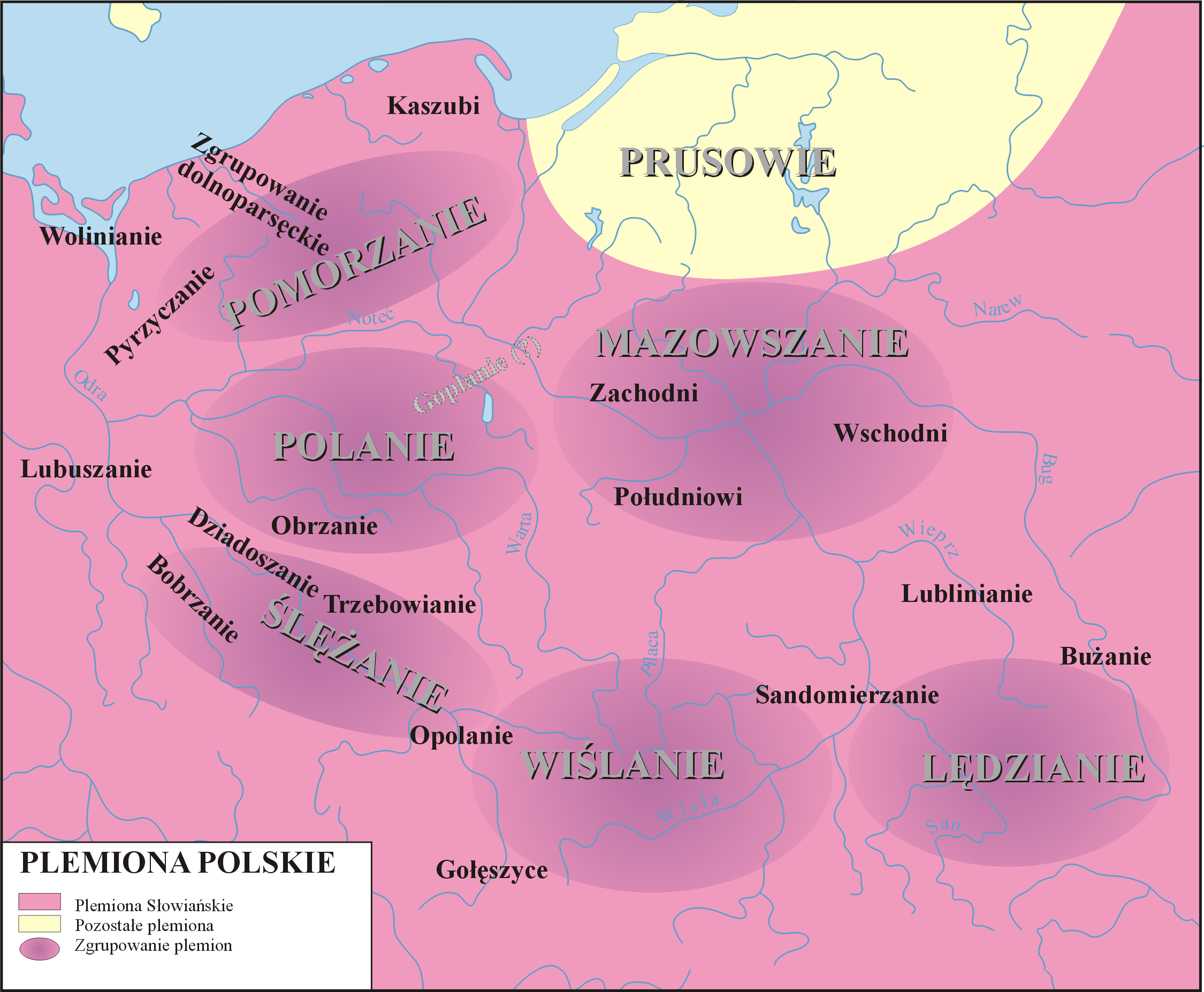
ポーランド族の住んでいたおおよその地域

ポーランド族（ポーランドぞく）とは7世紀の半ば頃より、ピャスト朝によって作られた国家ポーランドによってポーランド人として纏まっていった西スラヴ語群の諸部族をまとめて指す単語としてしばしば用いられる。10世紀の終わりにミェシュコ1世によってポーランド族の領土は拡張する。領土は11世紀の初めにはボレスワフ1世によってさらに拡大した。
主要なポーランド族はポラン族、マソヴィアン族、ヴィストラン族、シレジアン族、ポメラニアン族である。これら5つの部族は根本的に共通の文化と言語を共有していて、より密接に関わっていたのは東方の東スラヴ語群の諸部族でなく、伝統的に西方のゲルマン語派の諸部族である。プラハ・コルチャク文化に属しているが、この文化は考古遺物からより前の時代のプシェヴォルスク文化を継承している。

## 由来
ポーランド族の名前の由来は主要であったポラン族である。ラテン語で平原を意味する。ポラン族は細かく見るとレフ族とゴプラン族（ゴプラン湖一帯を支配していた）の連合部族で、自らをレフ族と呼んでいた。「ポラン」はラテン語由来のため、ポラン族という表現はドニエプル川付近に住んでいた東ポラン族に対しても使われ、このときレフ族をこれと区別して西ポラン族と呼ぶこともある。東西ポラン族は同じラテン語由来の名前「ポラン」が当てられているが、遠く離れていて互いに直接の関係はなく、別系統である。西ポラン族は後にグレーターポーランドと呼ばれるようになる西域に住み、東ポラン族は後にキエフ大公国に属した。

## 主要なポーランド族
- ポラン族
- ポメラニアン族
- プジュタニエ族
- ボリーニョ族
- ゴプラウ族
- レンディアウ族
- マソヴィアン族
- ヴィストラン族
- シレジアン族[3][4][5][6]